# Tudor (Familienname)
Tudor ist ein englischer Familienname.

## Namensträger

### Angehörige des Hauses Tudor
- Arthur Tudor (1486–1502), Fürst von Wales
- Edmund Tudor, 1. Earl of Richmond (um 1430–1456), englischer Peer, Vater von Heinrich VII. von England
- Edmund Tudor, 1. Duke of Somerset (1499–1500), englischer Adliger, Sohn von Heinrich VII. von England
- Eduard VI. (1537–1553), König von England (1547–1553)
- Elisabeth I. (1533–1603), Königin von England (1558–1603)
- Heinrich VII. (England) (1457–1509), König von England (1485–1509)
- Heinrich VIII. (England) (1491–1547), König von England (1509–1547)
- Henry Tudor, Duke of Cornwall (1511–1511), englischer Prinz
- Jasper Tudor, 1. Duke of Bedford (um 1431–1495), 1. Earl of Pembroke und Herzog von Bedford, Onkel von König Heinrich VII.
- Margaret Tudor (1489–1541), Tochter von König Heinrich VII. von England
- Mary Tudor (Frankreich) (1496–1533), Königin von Frankreich
- Mary Tudor, englischer Name von Maria I. (England) (1516–1558), Königin von England
- Mary Tudor (1673–1726), Tochter von Karl II. von England
- Owen Tudor (um 1400–1461), Stammvater des Hauses Tudor

### Familienname
- Alexandru Tudor (* 1971), rumänischer Fußballschiedsrichter
- Alyosxa Tudor, Geschlechterforscherin
- Antony Tudor (William Cook; 1908–1987), englischer Tänzer, Choreograf und Tanzpädagoge
- Aurelia Sălăgean-Tudor († 2013), rumänische Handballspielerin
- Bogdan Tudor (* 1970), rumänischer Leichtathlet
- C. J. Tudor (* 1972), britische Schriftstellerin
- Corneliu Vadim Tudor (1949–2015), rumänischer Politiker
- Cristian Tudor (1982–2012), rumänischer Fußballspieler
- Daniel Tudor (* 1974), rumänischer Fußballspieler
- David Tudor (1926–1996), US-amerikanischer Pianist und Komponist
- Dumitru Tudor (1908–1982), rumänischer Archäologe, Althistoriker, Numismatiker, Epigraphiker und Hochschullehrer
- Edith Tudor-Hart (1908–1973), österreichisch-britische Fotografin und sowjetische Agentin
- Edward Tudor-Pole (* 1955), britischer Musiker, Schauspieler und Moderator
- Florian Tudor (* 1973), rumänischer Ruderer
- Fran Tudor (* 1995), kroatischer Fußballspieler
- Frank Tudor (1866–1922), australischer Politiker
- Frederic Tudor (1783–1864), US-amerikanischer Geschäftsmann
- Guy Tudor (* 1934), US-amerikanischer Ornithologe, Naturschützer und Illustrator
- Henri Tudor (1859–1928), Luxemburger Erfinder und Unternehmer
- Henry Hugh Tudor (1871–1965), britischer General
- Igor Tudor (* 1978), kroatischer Fußballspieler und -trainer
- Luka Tudor (* 1969), chilenischer Fußballspieler
- Pamela Tudor, italienische Schauspielerin
- Percyval Tudor-Hart (1873–1954), kanadischer Maler, Bildhauer, Designer, Gemälderestaurator und Lehrer
- Remus Tudor (* 1993), rumänischer Skispringer
- Ștefan Tudor (1943–2021), rumänischer Ruderer
- Tasha Tudor (geb. Starling Burgess; 1915–2008), US-amerikanische Illustratorin und Autorin
- Will Tudor (* 1987), britischer Schauspieler